# Zott
Zott – немецкая молочная компания, основанная в городе Мертинген, Германия в 1926 году. Zott выпускает молочную продукцию, включая молоко, сырные продукты, десерты, сливки и йогурты. Главная фабрика компании находится в Мертинген (Германия). Другие производственные предприятия располагаются в Польше в городах: Ополе, Глогув (возле Торуня) и Рачибуж. Фабрика в Боснии и Герцеговине (Gradačac) была основана в 2013 г.
С операционной прибылью, составляющей 894 миллиона евро, производством 951 млн кг и 2 120 сотрудниками в 2013 г., Zott является одним из самых крупных производителей молочных продуктов в Европе и одним из ведущих игроков молочной промышленности в Польше.

## Zott в мире
Zott реализует заказы на территории более чем 75 стран по всему миру, а также имеет офисы продаж в Чешской Республике, Словакии, Венгрии и Сингапуре, а также представительство в России.

### Zott в Германии
Главная фабрика Группы Zott находится в городе Мертинген (Германия), где производятся йогурты, десерты и моцарелла. Другой объект располагается в Гюнцбурге (Бавария), который сосредоточен на производстве твёрдых и полутвёрдых сыров, плавленых сыров и различных порошковых продуктов.

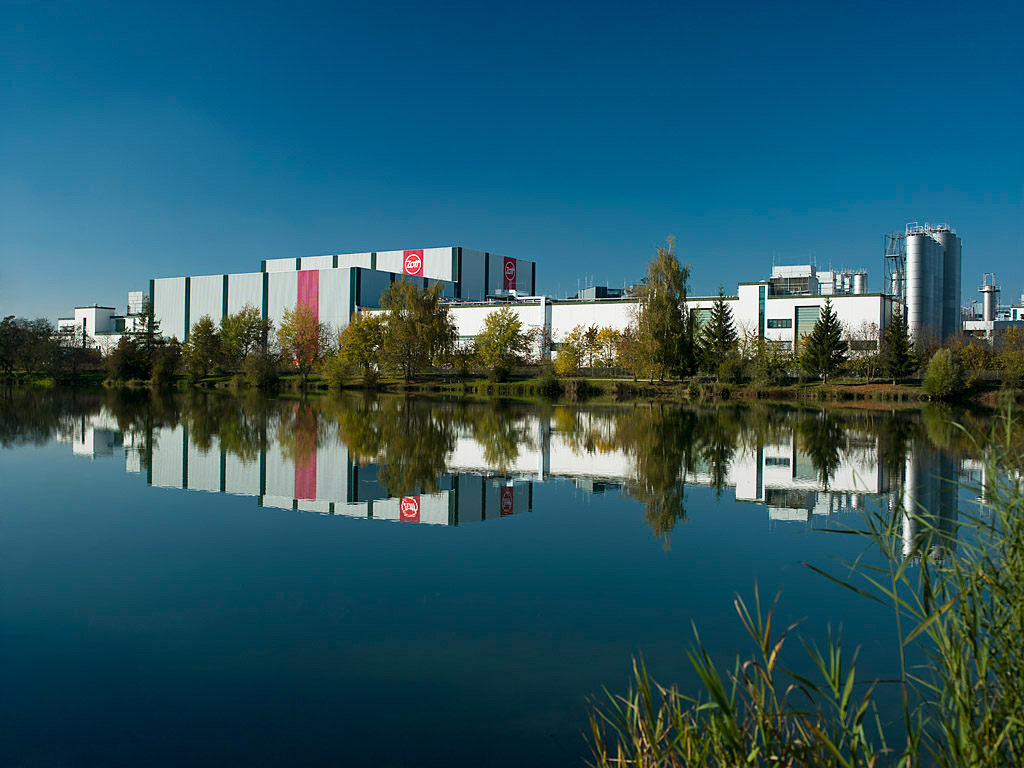
Фабрика Zott в Мертинген (Бавария)
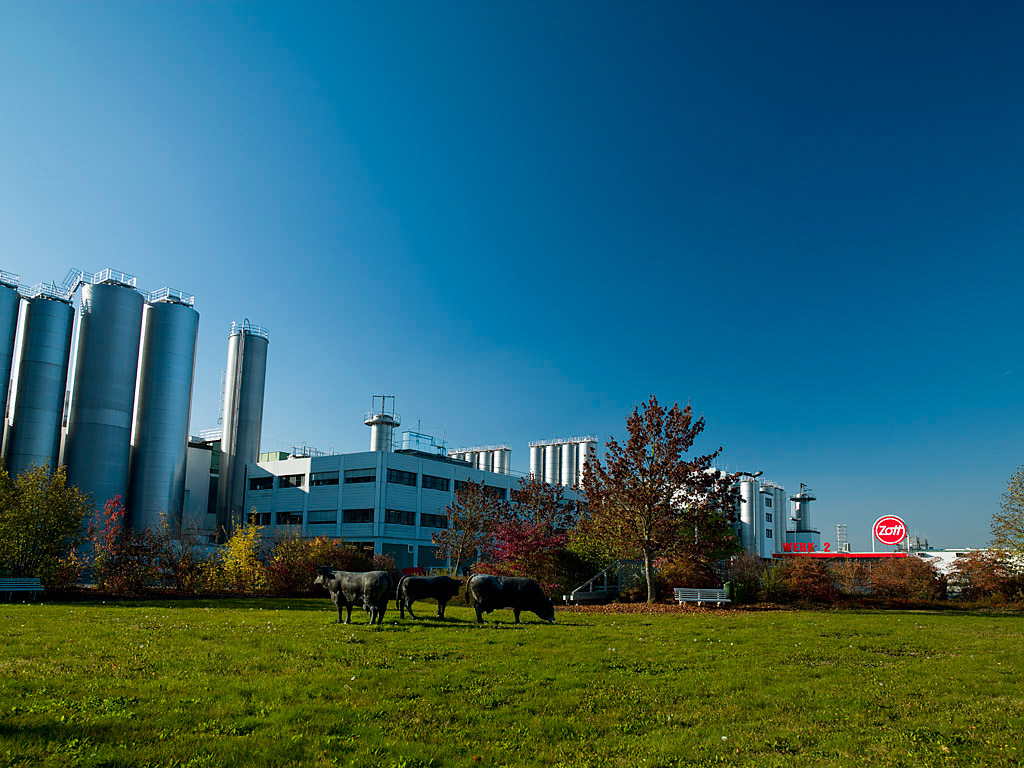
Фабрика Zott в Мертинген (Бавария)

### Zott в Польше
В Польше расположены три фабрики в городах: Ополе, Глогув и Рачибуж. Zott Польша производит фруктовые йогурты, натуральные продукты, десерты, молочные напитки и творог.

### Zott в Боснии и Герцеговине
Фабрика в Боснии и Герцеговине, Gradačac, специализируется на производстве ультрапастеризованного молока, натуральных продуктов и напитков.

### Zott в России
Продукция Zott достаточно хорошо известна российскому потребителю.
В июле 2012 г. был введен запрет на ввоз сыров Zott, за счет чего ряду производителей сыров удалось увеличить свою долю на отечественном рынке.

## Устойчивое развитие и благотворительность

### ТЭС на древесной щепе
Завод в Мертинген снабжается энергией c ТЭС, работающей на древесной щепе.

### Фабрика для планеты
С октября 2012 Zott, совместно со студенческой инициативой "Фабрика-для-Планеты " (основанной в 2007) организует в регулярных интервалах акцию "Завод Zott -для- Академий Планеты". Дети в игровой форме знакомятся с вопросам климатической справедливости и охраны окружающей среды

### Бег детей для детей
Начиная с учебного года 2009/2010 Zott является спонсором инициативы " Детский бег для детей" (Девиз: В движении, чтобы изменить ситуацию), которая приносит пользу Детским деревням - SOS в Германии и по всему миру. С большой симпатией и устойчивой приверженностью инициатива вносит аспекты образования о питании, физической и социальной активности, приближенной к общественности.

### Свободное от ГМО
"Знаю, откуда это происходит и что содержит" - это две основные характеристики, представляющие интерес для немецких потребителей. Опрос, проведенный по поручению Zott в институте Forsa, также показал, что для 85% немецких потребителей важно, что пища не содержит ГМО. Это также важно для компании Zott в Мертинген. Таким образом, "Zottarella" и "Bayerntaler" были изменены на "питание свободное от ГМО".

### Качественное молоко с увлечением Zott
Программа "Качественное молоко с увлечением Zott " в первую очередь направлена на всех немецких производителей молока Zott. С помощью этой программы Zott разработал концепцию, которая будет принята в Польше, Чешской Республике и Боснии и Герцеговине в ближайшие годы. Вместе со своими производителями молока Zott предпринимает большое количество мер, направленных на создание условий, необходимых для жиснеспособности и устойчивости сельского хозяйства в будущем, что имеет отражение в различных компонентах этой программы.

### Рождественские поставщики счастья
С 2010 года сотрудники Zott принимают участие в инициативе "Рождественские водители Oрдена  Иоаннитов", которая дарит рождественское настроение (пакеты с сюрпризами, такими как игрушки и т. д.) малообеспеченным семьям в Восточной Европе. С 2012 года дети из детского сада и школы в Мертинген используют возможность принятия участия в мероприятии, организованном Zott. Каждый год Zott поддерживает эту инициативу в сотрудничестве с отдельным грузовиками и водителями.

## Бренды

### Monte
Monte является одним из самых известных брендов Zott во всём мире и поставляется в более чем 40 стран. Monte - это десерт, состоящий из молочных сливок, орехов и шоколада.
| Классический     | Двойной стаканчик      | Plus                        | 2GO         |
| ---------------- | ---------------------- | --------------------------- | ----------- |
| Monte Four-Pack  | Monte Butter Biscuits  | Monte plus Caramel-Sauce    | Monte Drink |
| Monte Six-Pack   | Monte Cappuccino Balls | Monte plus Chocolate-Sauce  | Monte Snack |
| Monte Maxi       | Monte Crunchy          | Monte plus Cappuccino-Sauce |             |
| Monte Single Pot | Monte Cherry           |                             |             |

### Sahne Joghurt
Zott Sahne Joghurt - это сливочный йогурт, который хорошо известен в Германии и Австрии. Sahne Joghurt доступен во многих вариациях и вкусах.

### Zottarella
Zottarella является фирменной моцареллой Zott. Производится из молока, которое имеет гарантию питания свободного от ГМО. Zottarella доступна в различных массах и вкусах.

### Jogobella
Jogobella является известным и ведущим на рынке брендом польского йогурта Zott.

## Реклама
В телевизионной рекламе продукции Zott были замечены такие знаменитости, как Максл Граф и Роберто Бланко. В 2010 году компания пригласила сняться в нескольких рекламных роликах марки "Monte" немецкого вратаря Рене Адлера и его брата Рико. В 2013 году Zott изменил посла бренда для "Monte". С тех пор "Monte" рекламируют чемпион мира по виндсерфингу Филипп Кестер и его сестра Кира. В 2013 году Monte Cherry и Monte Crunchy были введены в Польше при участии звезды польского волейбола Бартоша Курек. Это был второй раз, когда Бартош рекламирол Zott Monte. Чаба Вастаг - венгерский музыкант и с 2013 года посол бренда марки Zott Monte в Венгрии.

## Награды
Zott регулярно получает награды за высокое качество продукции от независимых учреждений, таких как Bundesehrenpreis, PriMax, а также золотые, серебряные и бронзовые медали Немецкого Сельскохозяйственного Общества (DLG).
- 1986: Zott награждён "Goldener Zuckerhut" за Sahne Joghurt.
- 2010: старший менеджер Zott, Фрида Райтер (рождённая в 1930), была удостоена звания почетного гражданинa Мертинген 18 сентября 2010 года. Компания названа в честь её приёмного отца Георга Цотт (Zott).
- 2012: Zott получил в присутствии Федерального Министра Сельского Хозяйства Ильзе Айгнер, лицензию на использование метки "GM-free" для брендов Zottarella и Bayerntaler [24].
- 2013: Zott награждён 11 раз подряд PRIMAX Немецкого Сельскохозяйственного Общества (DLG).
- 2014: Zott присуждается уже в пятый раз национальная премия Немецкого Федерального Министерства Сельского Хозяйства и Продовольствия